# Solvatisiertes Elektron

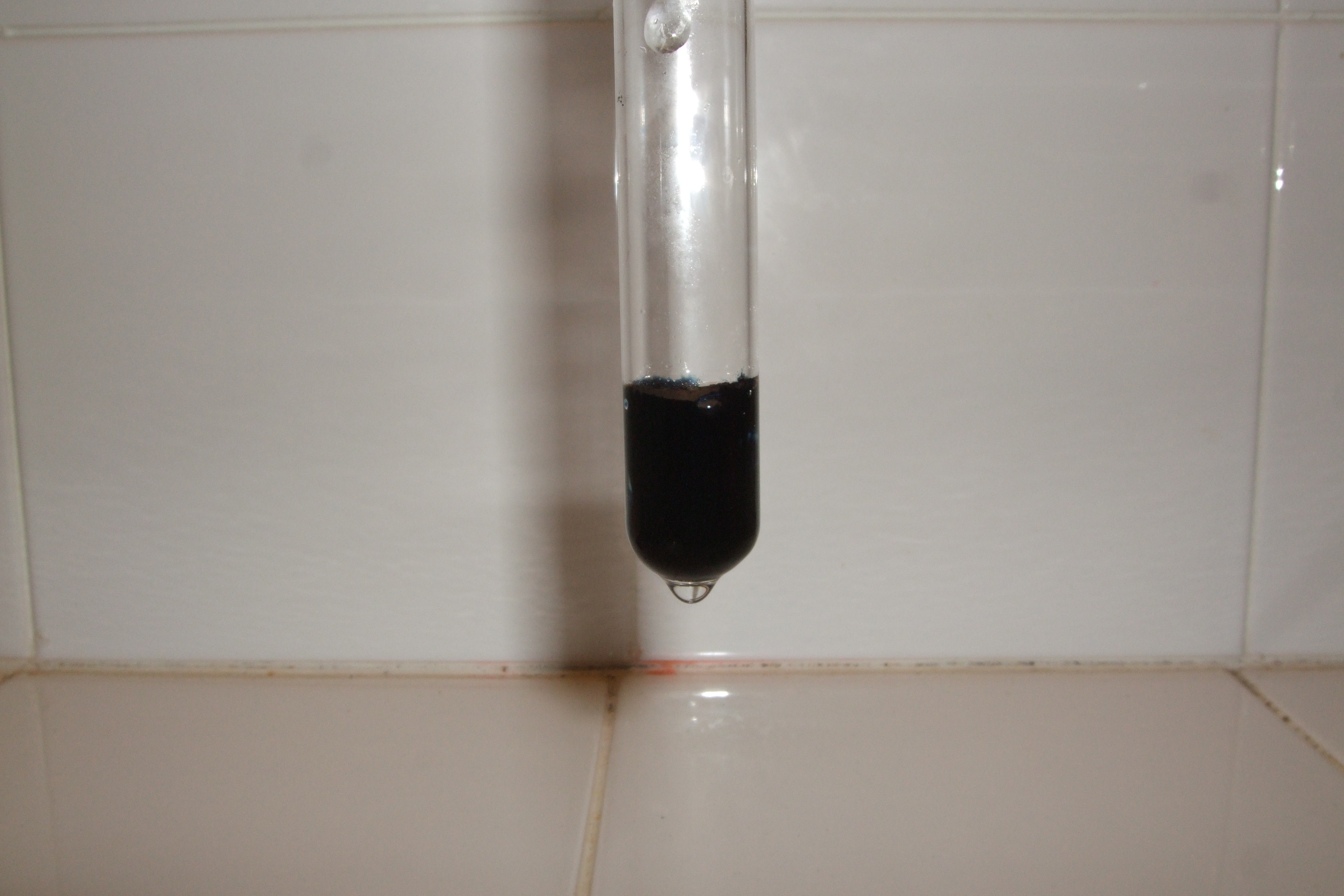
Natrium in flüssigem Ammoniak

Als solvatisiertes Elektron {\displaystyle e_{\text{solv}}^{-}} wird ein Elektron bezeichnet, das sich in einem Lösungsmittel in Lösung befindet, insbesondere also nicht an ein Atom oder Molekül gebunden ist. Der Name ist abgeleitet von Solvatisierung. Die solvatisierte Elektronen enthaltende Lösung wird auch als Elektridlösung bezeichnet.
Bei der Lösung von Alkalimetallen in flüssigem Ammoniak entsteht eine typische Blaufärbung, auf die W. Weyl bereits 1864 in seiner Arbeit Ueber Metallammonium-Verbindungen einging. Schon in dieser Arbeit wurde als Ursache für die Blaufärbung eine noch unbekannte Spezies vorgeschlagen. Erst 1962 konnten Edwin J. Hart (1910–1995) und Jack W. Boag diese Spezies als Elektron identifizieren, das durch Ionisierung eines Atoms des betreffenden Alkalimetalls frei wird und in Lösung geht.

## Erzeugung
In polaren Lösungsmitteln wie Wasser oder Alkoholen, aber auch in unpolaren Lösungsmitteln wie Alkanen kann das solvatisierte Elektron künstlich durch Radiolyse oder Photolyse erzeugt werden. Unterschiedliche Erzeugungsmechanismen wie Charge Transfer to Solvent (CTTS), Protonen-Transfer oder Ionisierung sind hierbei möglich. Die Lebensdauer des solvatisierten Elektrons kann in diesen Lösungsmitteln einige hundert Nanosekunden betragen. Elektronenfänger (scavenger) im Lösungsmittel verringern die Lebensdauer jedoch deutlich.
Bei der Lösung von Natrium (und anderen Alkali- oder Erdalkalimetallen) in flüssigem Ammoniak (Siedepunkt bei −33 °C) wird eine tiefblaue Lösung von solvatisierten Elektronen und Metallkationen erhalten, die – solange die Lösung ausreichend gekühlt wird – nur sehr langsam in die entsprechenden Metallamide und Wasserstoff zerfällt. Die so erhaltene Lösung von solvatisierten Elektronen wirkt als starkes Reduktionsmittel. In der Birch-Reduktion wird diese Lösung als selektives Reduktionsmittel von Aromaten eingesetzt.

## Spektroskopische Eigenschaften
Die wohl am häufigsten untersuchte physikalische Eigenschaft des solvatisierten Elektrons ist sein Absorptionsspektrum. Es zeichnet sich durch eine breite strukturlose Bande aus, die sich über weite Bereiche des sichtbaren und infraroten Spektralbereichs erstreckt. Die maximale Absorption liegt je nach Lösungsmittel im Bereich von 700 bis 1100 nm, was die beobachtete Blaufärbung erklärt. Form, Breite und Lage der Absorptionsbande hängen von der Art des Lösungsmittels, Druck und Temperatur ab.
Empirisch kann die Absorption in Abhängigkeit von der Photonenenergie als lorentzförmig für Energien oberhalb derjenigen mit maximaler Absorption und gaußförmig unterhalb beschrieben werden.
Die genaue Ursache für die Entstehung dieser Kurvenform ist insofern noch nicht wohl verstanden, als ihre Simulation auf Basis theoretischer Modelle zwar gute qualitative Resultate liefert, quantitativ aber die Messwerte nicht zufriedenstellend beschreiben kann.

## Theoretische Modelle
Zur Erklärung der spektroskopischen Eigenschaften des solvatisierten Elektrons werden in der Literatur verschiedene Modelle diskutiert:
- cavity model
- dielectric-continuum model

Das cavity model basiert auf der Annahme, dass das solvatisierte Elektron von einer Anzahl von Lösungsmittelmolekülen umgeben ist, die eine Solvathülle um das Elektron bilden. Durch die Wechselwirkung mit dieser Hülle (cavity) sieht das Elektron ein Potential, in dem äquivalent zu einem Quantenmechanischen System gebundene Zustände existieren. Optische Übergange zwischen diesen Zuständen führen zur beobachteten Absorptionsbande. Aufgrund der begrenzten Anzahl von Molekülen in der ersten Solvathülle kann das Potential als nur grob kugelsymmetrisch angesehen werden, weshalb die gebundenen Zustände des Elektrons in der Literatur oft als s- bzw. p-artig bezeichnet werden. Theoriearbeiten zeigen zudem Hinweise auf eine Aufspaltung des angeregten Zustandes in drei Unterzustände (Aufhebung der Entartung).
Neueste „ab initio“-Rechnungen zeigen deutliche Hinweise, die dieses Modell unterstützen.

## Untersuchungsmethoden
Die meisten der frühen experimentellen Arbeiten zum solvatisierten Elektron befassen sich mit den spektralen Eigenschaften des equilibrierten Grundzustandes unter verschiedenen Bedingungen:
- unterschiedliche Lösungsmittel
- Additive wie Salze (Ionen) in unterschiedlichen Konzentrationen
- Druck
- Temperatur

Mit zunehmendem Wissen über die statischen Eigenschaften des solvatisierten Elektrons wuchs der Bedarf, auch den Entstehungsprozess näher zu untersuchen, der auf der Pikosekunden-Zeitskala abläuft. Eine gängige Untersuchungsmethode hierfür ist die Ultrakurzzeit-Spektroskopie: Über Photolyse mittels eines ultrakurzen Laserpulses wird der Generationsprozess in Gang gesetzt. Anschließend wird die zeitliche Entwicklung der Absorptionsbande bis zur endgültigen Ausbildung des solvatisierten Elektrons untersucht. Von Interesse ist hierbei die Frage, über welche Zwischenschritte die Entstehung des solvatisierten Elektrons erfolgt.
Darüber hinaus besteht die Möglichkeit, den equilibrierten Grundzustand in einen höheren Zustand anzuregen und die darauf folgende Relaxationsdynamik zu beobachten.

## Besonderheiten
Dem Lösungsmittel Wasser kommt aufgrund seiner hohen Relevanz für Chemie und Biologie seit jeher besonderes Interesse zu. Wohl aus diesem Grund hat sich für das solvatisierte Elektron in Wasser der eigenständige Begriff des hydratisierten Elektrons {\displaystyle e_{\text{aq}}^{-}} eingebürgert.